# Biscutella glacialis
Biscutella glacialis es una especie de planta herbácea perteneciente a la familia de las brasicáceas.

## Descripción
Es una planta perenne, que alcanza un tamaño de 8-35 cm de altura, con varios tallos ramificados, densamente cubiertos de pelos largos en la base, glabrescentes hacia la parte superior. Las hojas basales arrosetadas, lanceoladas, de enteras a suavemente dentadas, con 3-4 dientes, pecioladas; las caulinares, lineares. Las inflorescencias en racimos densos, alargados. Pediceladas.  Frutos con valvas orbiculares, con pelos finos, raramente glabras. Semilla cuya presencia se adivina en la superficie de la valva. Tiene un número de cromosomas de 2n = 18.

## Distribución y hábitat
Se encuentra en pastos xerófilos de montaña, en suelos pedregosos poco desarrollados, indiferente al substrato; a una altitud de 1000-3500 metros en las montañas béticas. España.

## Taxonomía
Biscutella glacialis fue descrita por (Boiss. & Reut.) Jord. y publicado en Diagnoses d'Espéces Nouvelles 1: 310. 1864.
Etimología
Biscutella: nombre genérico que deriva del Latín bi= «doble» y scutella = «pequeña copa».
glacialis: epíteto latino que significa "helada, glacial".
Sinonimia
- Biscutella glacialis var. glacialis (Boiss. & Reut.) Jord.
- Biscutella glacialis var. harana Olow.
- Biscutella intermedia subsp. glacialis (Boiss. & Reut.) Malag.
- Biscutella laevigata subsp. glacialis (Boiss. & Reut.) Rouy & Foucaud
- Biscutella laxa var. glacialis Boiss. & Reut.
- Biscutella secunda Jord.
- Biscutella sempervirens subsp. glacialis (Boiss. & Reut.) Hern.-Berm. & Clem.-Muñoz	[4]